# الحضارة الإسلامية في القرون الوسطى (موسوعة)
الحضارة الإسلامية في القرون الوسطى هي موسوعة بلغة إنجليزية وتهتم بثقافة العالم الإسلامي في العصور الوسطى. تم نشرها من قبل دار النشر البريطانية روتليدج من قبل يوسف مرعي وجيري باشاراش.